# Артин Артинян
Артин Артинян (на английски: Artine Artinian) е американски литературен историк и преводач от арменски произход. Той е известен със своите изследвания върху френския писател Ги дьо Мопасан и с превода на неговите разкази, смятан за един от най-добрите на английски език.

## Биография и творчество
Артинян е роден през 1907 г. в Пазарджик, България. През 1920 г. семейството му емигрира в Съединените щати. От 1935 до 1964 г. той преподава френски език и литература в колежа Бард в Анандейл на Хъдсън.
Умира през 2005 г. в Лантана, Флорида.